# Archipel de Kotka
L'archipel de Kotka (finnois : Kotkan edustan sisäsaaristo) est un ensemble d'îles du golfe de Finlande à Kotka en Finlande.

## Géographie
L'archipel intérieur au large de Kotka est une vaste zone maritime d'environ 6 198 hectares située dans l'est du golfe de Finlande.
La zone maritime s'étend de l'ancien Karhula, quartier de Tiutinen jusqu'aux îles de Kuutsalo et Kirkonmaa et de là jusqu'à Äyspäänselkä à Pyhtää. 
Il existe de nombreuses iles dans la zone maritime et les plus grandes îles sont Mussalo et Kotkansaari, Kuutsalo et Kirkonmaa.
Les autres îles de l'archipel comprennent Tiuholma, Lehmäsaari, Viikarinsaari, Vehkaluoto, Suuri Harvassaari, Saunasaari et du côté de Pyhtää Lammassaari, Pitkäsaari et Rapholma.

## Îles principales
- Haapasaari
- Halla
- Hietanen
- Hevossaari
- Hirssaari
- Hovinsaari
- Karhusaari
- Kilpisaari
- Kirkonmaa
- Kolkansaari
- Kotkansaari
- Kukouri
- Kuolioluoto
- Kuusinen
- Kuutsalo
- Lehtinen
- Lehmäsaari
- Maijansaari
- Munsaari
- Mussalo
- Pyhtäänsaari
- Pitkäsaari sud
- Pitkäsaari nord
- Rankki
- Tiutinen
- Vanhankylänmaa
- Varissaari
- Vuorisaari

| Archipel de Kotka  |
| Archipel de Kotka. |

## Transports
Les îles principales sont desservies par les traversiers M/S Otava, M/S Tekla, M/S Klippan, M/S Jaana, M/S Mistral ou ceux de Finnferries,.
Toutes les îles sont accessibles par bateau-taxi.